# Магнитна лента
Магнитната лента е носител на информация за магнитен запис, състоящо се от дълга и тясна тънка пластмасова лента, едната повърхност на която е покрита с железен оксид, променящ свойствата си под въздействието на магнитно поле. Създадена е в Германия, въз основа на натрупания опит при звукозапис върху магнитна жица. Устройствата, с които се извършва запис или възпроизвеждане на звук и видео върху магнитна лента се наричат съответно магнетофон и видеомагнетофон. Устройство, което съхранява компютърни данни върху магнитна лента, се нарича устройство с магнитна лента или стример.
Магнитната лента извършва революция в звукозаписа и радиоразпръскването. По време, когато радиопредаванията са само на живо, тя позволява да се направи предварителен запис. По време, когато грамофонните плочи се записват наведнъж, тя позволява записът да се извърши на части, след което частите да се миксират и редактират с незначителна загуба на качество. Магнитният запис на данни е ключова технология в ранните години на развитие на компютрите, защото позволява механично да се създават огромни потоци от данни, да се съхраняват дълго време и да се прочитат отново при нужда.
Лентата може да бъде навита:
- на ролка
- в касета

Върху лентата може да се записва (или чете) информация посредством магнитна глава, с приложено към нея магнитно поле, чийто интензитет се изменя в съответствие със записваната върху лентата информация. Последната може да бъде най-общо казано два вида:
- аналогова
- цифрова

## Области на приложение
за запис на компютърни данни

за запис на звуков сигнал в аналогова форма

за запис на звуков сигнал в цифрова форма

за запис на видео

за банкиране

## Недостатъци
Магнитната лента се разгражда с течение на времето под въздействието на фактори на околната среда. В резултат на това, записите губят значително качество или стават напълно невъзстановими.
Повредата на лентата може да бъде причинена от разрушаване на свързващото вещество (Binder Degradation), което задържа магнитните частици, или от деформацията на гъвкавата синтетична основа (Substrate Deformation).
Недостатък на магнитната лента е и нейната слаба устойчивост на повишени температури, както и рисковете да бъде унищожена при пожар. Един от съществените проблеми, установени при продължително съхранение на магнитните ленти със запис е копирефектът,на английски: print-through, който се изразява в „отпечатване“ на магнитната информация върху съседни слоеве от навитата лента, което при възпроизвеждане се проявява като изпреварващо или закъсняващо ехо или шум.